# Rue de Chaudfontaine
La rue de Chaudfontaine est une artère liégeoise (Belgique) qui va du quai des Ardennes à la place des Nations-Unies, dans le quartier des Vennes et Fétinne.

## Historique
La rue a été créée au début du XXe siècle lors des importants travaux d'aménagement de la rive droite de la Meuse, pour l'organisation de l'exposition universelle de 1905 et a pris le nom de rue de Chaudfontaine en 1909. La rue se situe entre l'ancien méandre de l'Ourthe appelé Fourchu Fossé (devenu le boulevard Émile de Laveleye) et l'actuel cours de l'Ourthe (quai des Ardennes).

## Description
La rue plate, rectiligne et pavée d'une longueur d'environ 120 m possède une trentaine d'immeubles d'habitation unifamiliale assez homogènes par leurs proportions ainsi que par leur période de construction autour des années 1930.

## Voies adjacentes
- Quai des Ardennes
- Place des Nations-Unies
- Rue de Paris

## Architecture et urbanisme
Plusieurs immeubles présentent des éléments Art déco comme aux nos 2, 8, 11, 21, 23 et 25.